# Johanis P. Mogea
Johanis P. Mogea (23 de junio de 1947) es un botánico indonesio, investigador de taxonomía en Arecaceae, con énfasis en el género Salacca, en el Herbarium Bogoriense, de la División de Botánica, Centro de Estudios Biológicos en el Instituto de Ciencias de Indonesia de Bogor, Indonesia.
También está especialmente interesado en bambúes de Indonesia y de Malasia, promoviendo su cultivo para prevención de la erosión.

## Algunas publicaciones
- d.c. Lawrence, j.p Mogea. 1996. A preliminary analysis of tree diversity in the landscape under ... Sumatra, Tropical Biodiversity 3: 297-319

### Libros
- elizabeth anita Widjaja, johanis p. Mogea. 2002. Management policy of the Herbarium Bogoriense. Ed. Botany Division, Research Centre for Biology, indonesian Institute of Sciences. 28 pp. ISBN 979579045

## Eponimia
- (Arecaceae) Areca mogeana Heatubun[6]
- (Arecaceae) Daemonorops mogeana Rustiami[7]
- (Ericaceae) Rhododendron mogeanum Argent[8]
- (Myristicaceae) Knema mogeana W.J.de Wilde[9]